# Liste der Kulturdenkmale in Badersen
In der Liste der Kulturdenkmale in Badersen sind die Kulturdenkmale des Nossener Ortsteils Badersen verzeichnet, die bis April 2021 vom Landesamt für Denkmalpflege Sachsen erfasst wurden (ohne archäologische Kulturdenkmale). Die Anmerkungen sind zu beachten.
Diese Aufzählung ist eine Teilmenge der Liste der Kulturdenkmale in Nossen.

## Badersen
| Bild           | Bezeichnung                                                                                  | Lage                | Datierung | Beschreibung | ID       |
| -------------- | -------------------------------------------------------------------------------------------- | ------------------- | --- | --- | -------- |
| Weitere Bilder | Wohnstallhaus, Stallgebäude und Seitengebäude (mit Kumthalle) eines ehemaligen Vierseithofes | Badersen 3a (Karte) | Bezeichnet mit 1857 (Wohnstallhaus); Mitte 19. Jahrhundert (Stallgebäude); bezeichnet mit 1893 (Seitengebäude) | Wohnstallhaus und Stallgebäude (mit Glockentürmchen) beides Obergeschoss Fachwerk, baugeschichtlich und wirtschaftsgeschichtlich von Bedeutung. Teilabriss vorgesehen, Seitengebäude mit Kumthalle vor 2011 am Zusammenstürzen. | 09268093 |
| Weitere Bilder | Wohnstallhaus                                                                                | Badersen 11 (Karte) | Um 1800 | Obergeschoss Fachwerk, vermutlich Häuslerhaus, baugeschichtlich und sozialgeschichtlich von Bedeutung. Am Gebäude winziges Gartengrundstück ohne Denkmalwert.                                                                   | 09268092 |

## Ehemaliges Denkmal
| Bild                                    | Bezeichnung                             | Lage                | Datierung       | Beschreibung | ID       |
| --------------------------------------- | --------------------------------------- | ------------------- | --------------- | --- | -------- |
| Direkt Bild zu diesem Denkmal hochladen | Wohnstallhaus, mit Tiefenkeller am Haus | Badersen 12 (Karte) | 18. Jahrhundert | Obergeschoss Fachwerk, altertümliche Fachwerkkonstruktion mit Kopfstreben, baugeschichtlich von Bedeutung. Gartengrundstück ohne Denkmalwert. 2014 ruinös, bis 2016 endgültig abgerissen. | 09268091 |

## Tabellenlegende
- Bild: Bild des Kulturdenkmals, ggf. zusätzlich mit einem Link zu weiteren Fotos des Kulturdenkmals im Medienarchiv Wikimedia Commons. Wenn man auf das Kamerasymbol klickt, können Fotos zu Kulturdenkmalen aus dieser Liste hochgeladen werden:
- Bezeichnung: Denkmalgeschützte Objekte und ggf. Bauwerksname des Kulturdenkmals
- Lage: Straßenname und Hausnummer oder Flurstücknummer des Kulturdenkmals. Die Grundsortierung der Liste erfolgt nach dieser Adresse. Der Link (Karte) führt zu verschiedenen Kartendiensten mit der Position des Kulturdenkmals. Fehlt dieser Link, wurden die Koordinaten noch nicht eingetragen. Sind diese bekannt, können sie über ein Tool mit einer Kartenansicht einfach nachgetragen werden. In dieser Kartenansicht sind Kulturdenkmale ohne Koordinaten mit einem roten bzw. orangen Marker dargestellt und können durch Verschieben auf die richtige Position in der Karte mit Koordinaten versehen werden. Kulturdenkmale ohne Bild sind an einem blauen bzw. roten Marker erkennbar.
- Datierung: Baubeginn, Fertigstellung, Datum der Erstnennung oder grobe zeitliche Einordnung entsprechend des Eintrags in der sächsischen Denkmaldatenbank
- Beschreibung: Kurzcharakteristik des Kulturdenkmals entsprechend des Eintrags in der sächsischen Denkmaldatenbank, ggf. ergänzt durch die dort nur selten veröffentlichten Erfassungstexte oder zusätzliche Informationen
- ID: Vom Landesamt für Denkmalpflege Sachsen vergebene, das Kulturdenkmal eindeutig identifizierende Objekt-Nummer. Der Link führt zum PDF-Denkmaldokument des Landesamtes für Denkmalpflege Sachsen. Bei ehemaligen Kulturdenkmalen können die Objektnummern unbekannt sein und deshalb fehlen bzw. die Links von aus der Datenbank entfernten Objektnummern ins Leere führen. Ein ggf. vorhandenes Icon  führt zu den Angaben des Kulturdenkmals bei Wikidata.